# Rue de l'abreuvoir (Île de la Cité)
Pour les articles homonymes, voir Rue de l'abreuvoir.
La rue de l'abreuvoir est une ancienne rue de Paris, aujourd'hui disparue. Elle était située sur l'île de la Cité, dans l'ancien 11e arrondissement (actuel 4e arrondissement). 

## Situation
Cette rue orientée est-ouest commençait au bord de la Seine à l'emplacement de l'actuel quai de l'Archevêché et finissait dans un passage longeant des bâtiments de l'archevêché et aboutissant rue Chanoinesse à l'arrière du chapitre Notre-Dame. 
Après la démolition des bâtiments du chapitre à la Révolution, elle se terminait rue Bourdaloue ouverte en 1800 à leur emplacement.
Elle longeait au sud le « terrain » jardin des chanoines de Notre-Dame à l'emplacement de l'actuel Square Jean-XXIII.

## Origine du nom
Elle tirait son nom d'un abreuvoir en bord de Seine où les chanoines et les habitants du cloître conduisaient leurs chevaux.

## Histoire
La rue très ancienne, datant du Moyen-Âge, disparut en 1809 lors de l'aménagement du quai de l'Archevêché.
Longeant le terrain au sud, elle n'était bâtie que du côté nord.

## Personnalités
Boileau y habitait de 1683 à 1711 chez un ami l'abbé Émery. Il y mourut en 1711.